# Bangladesh aux Jeux du Commonwealth
Le Bangladesh participe aux Jeux du Commonwealth depuis les Jeux de 1978 à Edmonton. À la suite de cette première participation infructueuse, le pays est absent à deux éditions successives des Jeux, mais a participé à tous les Jeux depuis 1990. Les Bangladais ont remporté à ce jour six médailles, dont deux en or. Bien que le pays envoie des athlètes dans une assez large gamme de disciplines sportives, l'intégralité de leurs médailles ont été obtenues aux épreuves de tir sportif. 
À noter qu'avant 1972 le Bangladesh est le Pakistan oriental, sous souveraineté pakistanaise, et que ses athlètes concourent donc alors dans le cadre des délégations pakistanaises. La reconnaissance internationale de l'indépendance du Bangladesh amène par ailleurs le Pakistan à se retirer temporairement du Commonwealth des Nations en 1972.

## Médailles
Résultats par Jeux :
| Année | Médaille d'or | Médaille d'argent | Médaille de bronze | Total   |
| ----- | ------------- | ----------------- | ------------------ | ------- |
| 1978  | 0             | 0                 | 0                  | 0       |
| 1982  | absents       | absents           | absents            | absents |
| 1986  | absents       | absents           | absents            | absents |
| 1990  | 1             | 0                 | 1                  | 2       |
| 1994  | 0             | 0                 | 0                  | 0       |
| 1998  | 0             | 0                 | 0                  | 0       |
| 2002  | 1             | 0                 | 0                  | 1       |
| 2006  | 0             | 1                 | 0                  | 1       |
| 2010  | 0             | 0                 | 1                  | 1       |
| 2014  | 0             | 1                 | 0                  | 2       |
| Total | 2             | 2                 | 2                  | 6       |

Médaillés bangladais :
| Nom                                  | Jeux | Médaille           | Discipline | Épreuves                                | Résultat       |
| ------------------------------------ | ---- | ------------------ | ---------- | --------------------------------------- | -------------- |
| Abdus Sattar Ateequr Rahman          | 1990 | Médaille d'or      | Tir        | Pistolet à air 10 mètres - paire hommes | 1138 points    |
| Asif Hossain Khan                    | 2002 | Médaille d'or      | Tir        | Carabine à air 10 mètres - hommes       | 691,9 points   |
| Anjan Kumer Singha Asif Hossain Khan | 2006 | Médaille d'argent  | Tir        | Carabine à air 10 mètres - paire hommes | 1181 points    |
| Abdullah Baki                        | 2014 | Médaille d'argent  | Tir        | Carabine à air 10 mètres - hommes       | 202,1 points   |
| Abdus Sattar Ateequr Rahman          | 1990 | Médaille de bronze | Tir        | Pistolet libre 50 mètres - paire hommes | 1078 points    |
| Abdullah Baki Asif Hossain Khan      | 2010 | Médaille de bronze | Tir        | Carabine à air 10 mètres - paire hommes | 1173-78 points |